# Boulevard Solitude
Boulevard Solitude è un Lyrisches Drama (dramma lirico) o opera in un atto di Hans Werner Henze su libretto tedesco di Grete Weil dall'opera di Walter Jockisch, a sua volta una rivisitazione moderna del romanzo Manon Lescaut dell'Abbé Prévost del 1731.

## Storia
Il pezzo è una rielaborazione della storia di Manon Lescaut, già adattata come opera lirica da Auber, Massenet e Puccini e qui trasferita a Parigi dopo la seconda guerra mondiale dove, come si nota in Grove, il fulcro della storia si allontana da Manon e si dirige verso Armand des Grieux. È diventata la prima opera a tutti gli effetti di Henze. Il lavoro si distingue per le sue forti influenze jazz, da un compositore fino ad allora associato alla tecnica dodecafonica.
La prima fu data il 17 febbraio 1952, al Landestheater di Hannover.

## Storia dell'esecuzione
Sebbene non sia mai entrata a far parte del repertorio operistico standard, Boulevard Solitude ha continuato ad essere messa in scena dopo la prima. Fu presentata sia a Napoli che a Roma nel 1954 ed ebbe la sua prima nel Regno Unito a Londra dalla New Opera Company al Teatro Sadler's Wells nel 1962, dove il cast includeva Peter Glossop e April Cantelo. La prima rappresentazione negli Stati Uniti fu alla Santa Fe Opera nel 1967.
L'opera continua ad essere rappresentata ed è popolare tra il pubblico, con una ripresa londinese nel 2001 che continua a vendere molto bene, nonostante l'accoglienza critica molto negativa e gli attacchi della stampa scandalistica. Anche una nuova produzione della Welsh National Opera nel 2014 è stata ben accolta.

## Ruoli
| Ruolo                                                                      | Registro vocale     | Cast della prima, 17 febbraio 1952 (Direttore: Johannes Schüler) |
| -------------------------------------------------------------------------- | ------------------- | ---------------------------------------------------------------- |
| Manon Lescaut                                                              | soprano acuto       | Sigrid Klaus                                                     |
| Armand des Grieux, uno studente                                            | tenore lirico       | Walter Buckow                                                    |
| Lescaut, fratello di Manon                                                 | baritono            |                                                                  |
| Francis, amico di Armand                                                   | baritono            |                                                                  |
| Lilaque padre, un vecchio gentiluomo benestante                            | tenore comico acuto |                                                                  |
| Lilaque figlio                                                             | baritono            |                                                                  |
| Una prostituta                                                             | ballerina           |                                                                  |
| Servo di Lilaque                                                           | mimo                |                                                                  |
| Due tossicodipendenti                                                      | danzatori           |                                                                  |
| Un ragazzo delle sigarette                                                 | danzatore           |                                                                  |
| Venditori di giornali, mendicanti, puttane, polizia, studenti, viaggiatori |                     |                                                                  |

## Trama
Scena 1: The waiting room of a busy train station in a large French city.
The student Armand des Grieux meets a young woman by the name of Manon Lescaut, who is being brought to boarding school in Lausanne by her brother.  Armand instantly falls in love with Manon, and the two run off to Paris together.
Scena 2: un attico a Parigi.
I due vivono insieme felicemente, anche se in povertà, in una mansarda. Armand è stato tagliato fuori dal padre a causa del suo stile di vita dissoluto ed è costretto a chiedere soldi al suo amico Francis. Ma il fratello di Manon riappare durante l'assenza di Armand e la convince a visitare un suo ammiratore, il ricco uomo anziano Lilaque Sr.
Scena 3: Una stanza elegante nella casa di Lilaque.
Manon diventa l'amante di Lilaque Sr., ma rimane innamorata di Armand. Suo fratello appare e la implora per avere denaro. Quando lei glielo rifiuta dicendo che non ne ha, irrompe nella cassaforte di Lilaque Sr. Ma Lilaque li scopre e sfratta Manon.
Scena 4: La biblioteca dell'università.
Qualche tempo dopo, Armand, Francis e alcuni altri studenti stanno studiando l'opera del poeta romano Catullo. Armand è ancora innamorato di Manon ma questo amore sta svanendo. Francis racconta ad Armand del furto di Manon a Lilaque e della sua espulsione dalla sua casa, ma Armand non ci crede. Francis esce con rabbia ed entra Manon. Manon e Armand leggono una poesia che ravviva il loro amore.
Scena 5: In un bar.
Manon e Armand sono di nuovo insieme. Armand è dipendente dalla droga per cercare di dimenticare il passato. Lescaut (il fratello di Manon) gli porta della cocaina in un bar e chiede di Manon, che desidera procurarne a Lilaque Jr. Quando Manon arriva Armand si arrabbia con Lescaut e Lilaque Jr. Manon cerca di calmarlo e poi se ne va con i due uomini. Armand riceve il messaggio che Manon desidera vederlo il giorno successivo, quando Lilaque se ne va. Armand rimane confuso.
Scena 6: L'appartamento di Lilaque Jr.
Armand e Manon sono insieme nella camera da letto di Lilaque Jr. Manon è soddisfatta della nuova situazione di essere sotto la protezione di Lilaque Jr. ma Armand ha nostalgia del passato in cui vive ancora. Lescaut appare e avverte Armand che dovrebbe andarsene prima che i servi lo trovino. Armand ritaglia una foto dalla sua cornice per venderla, ma viene scoperto da un servitore che segnala l'incidente a Lilaque Sr. che chiama la polizia. Lescaut combatte con Lilaque Sr. fino a quando Manon spara al vecchio con un revolver che era stato premuto nella sua mano da suo fratello. Mentre Lescaut e Armand fuggono, Manon viene arrestato.
Scena 7: L'esterno di una prigione.
Armand arriva sperando di vedere la sua ex amante prima che venga imprigionata. La scena si conclude con i brani musicali della vita di coppia.